# Nidhogg

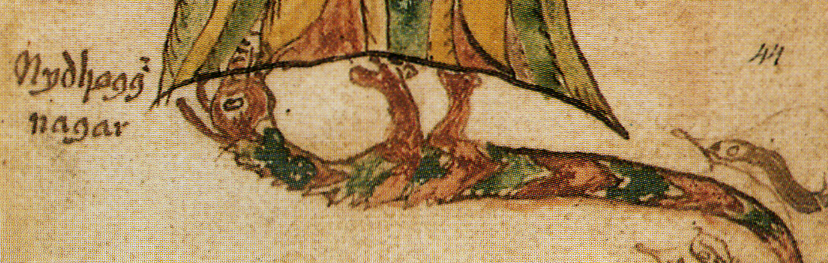
Nidhogg rozând rădăcina arborelui Yggdrasill, pictură dintr-un manuscris islandez.

În mitologia nordică Nidhogg este un dragon care roade o rădăcină a copacului mondial Yggdrasil pentru a se putea elibera din cușca sa subterană.
Acest articol referitor la mitologia nordică  este deocamdată un ciot. Puteți ajuta Wikipedia prin completarea lui!